# 经院庭院
经院庭院（葡萄牙语：Pátio do Colégio）是指巴西圣保罗一处历史悠久的耶稣会教堂和学校（圣保罗经院），这个名字也用来指教堂前的广场。经院庭院标志着圣保罗市建于1554年创建的地点。
圣保罗市最初是由耶稣会神父曼努埃尔·达·诺布雷加、何塞·安切塔等人在巴西腹地建立的耶稣会传教站。这个村庄建立在塔曼杜阿泰河和安汉加巴河两河之间的高原上，与沿海村庄圣维森特通过一条穿越雨林的危险的小径相连。
标志着圣保罗建城的日期是1554年1月25日，那一天，神父们举行了耶稣会学校的第一场弥撒。最初，教堂建筑是一间简陋的小屋，上面覆盖着棕榈叶或稻草。1556年，在父亲阿丰索·布雷斯神父的领导下，学校和教堂的新建筑用较为坚固一些的夯土完成了。在未来的几个世纪内，这些建筑将成为殖民地精神生活和教育生活的中心。
自一开始，耶稣会向美洲土著的传教活动就与许多殖民者的利益相冲突，他们是奴隶主，从土著的奴隶贸易中获利。在早期的圣保罗，为了抓捕土著而到内地探险远征，是一项重要的经济活动。他们与耶稣会的冲突，导致在1640年耶稣会被驱逐出村庄。直到1653年，探险家费尔尼奥·迪亚斯·莱梅才允许耶稣会神父回到圣保罗。教堂和学校在1653年左右进行了大规模重建。
1759年，蓬巴尔侯爵下令在葡萄牙及其殖民地取缔耶稣会，神父们不得不再次离开。耶稣会建筑改为圣保罗的殖民官员驻地，巴西独立后，直到20世纪，它们继续履行行政职能。殖民建筑完全以不同风格重建，1896年教堂倒塌。钟楼幸存了下来，但也被大幅改建。
1953年，在建城400周年庆典期间，这片地方归还给耶稣会。由于其相对简单的建筑，以及19世纪保存下来的大量图像资料，教堂得以重建，钟楼和学校的立面也恢复了殖民时期的外观。特别是教堂和钟楼，均为风格主义样式，是17世纪巴西殖民地耶稣会教堂的典型风格。

## 安切塔博物馆

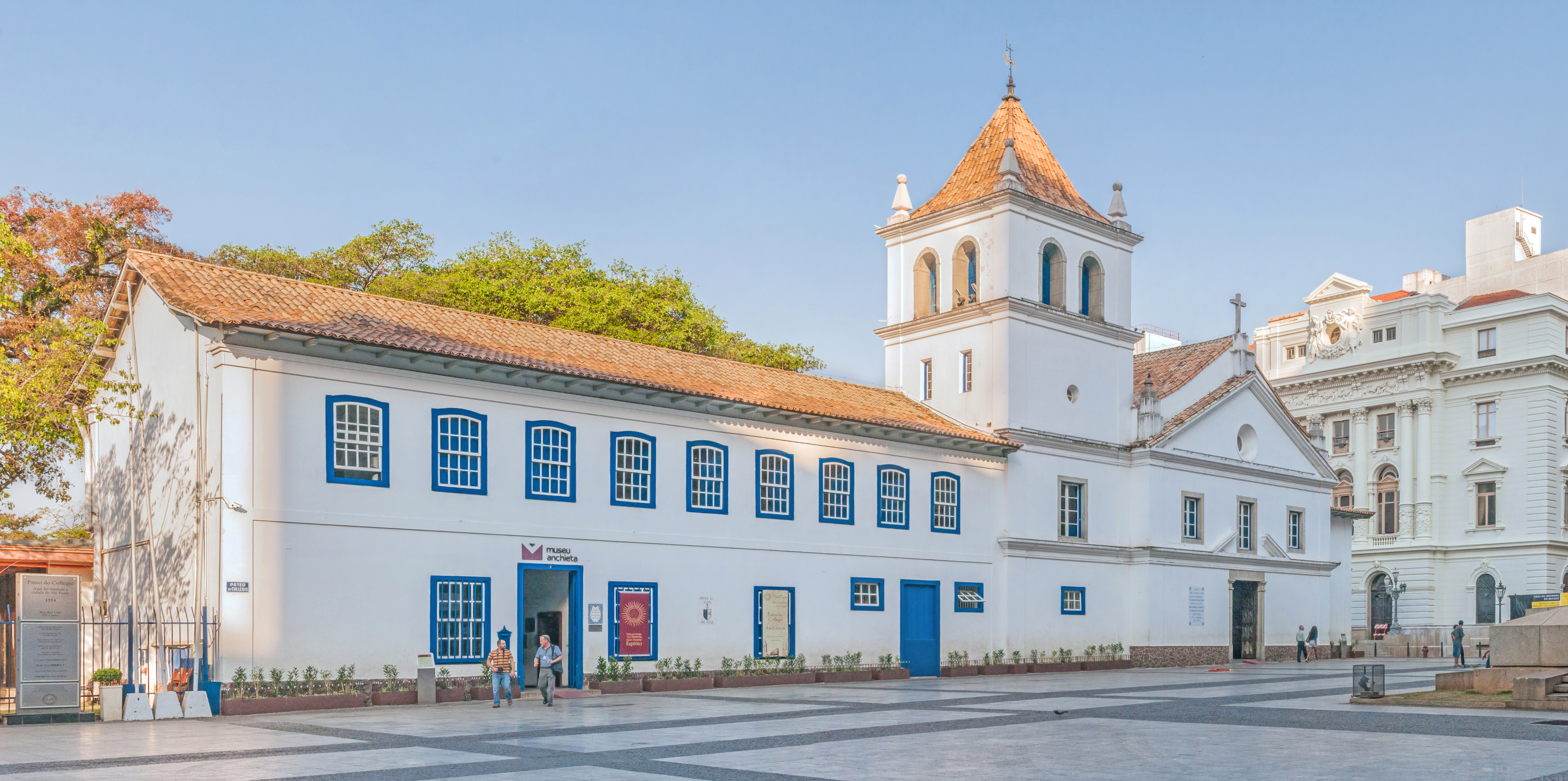
经院庭院

1979年，在经院庭院开设了纪念何塞·安切塔神父的博物馆。馆内藏有600多件藏品，包括殖民地绘画、祭坛画和雕塑、以及有关巴西耶稣会活动的文件和图像。收藏的亮点，是何塞·安切塔和另一个重要的耶稣会人物、作家和神父安东尼奥·维埃拉的17世纪肖像画。特别翔实的是圣保罗创建时期经院庭院地区的模型，以及展示这一地区数百年来发展的图板。